# MAN NM 152
De MAN NM 152 is een midibus, geproduceerd door de Duitse busfabrikant MAN van 1990 tot 1993. De MAN NM 152 is de midiversie van de MAN NL 202. De MAN NM 152 was ontworpen voor de toen nog geldende VÖV regels en is de opvolger van de MAN SM 152. In 1993 kreeg de NM 152 een aantal aanpassingen en werd vanaf toen MAN NM 152 (2) genoemd. Later kwam daar de naam NM 222 bij vanwege het vermogen van de motor en werd de naam vervangen door A05 vanwege het chassis. Naast de benaming NM 152 wordt ook de benaming NM 182 gebruikt. In tegenstelling tot de NM 152 heeft de NM 182 een motor met groter vermogen.

## Specificaties
De bus lijkt veel op de Mercedes-Benz O402, die net als de NM 152 een Überland-front heeft. De bus heeft een lage vloer, dus een trede is niet meer noodzakelijk.

## Inzet
De bussen werden ingezet in verschillende landen. De meeste exemplaren kwamen voor in Duitsland, maar daarnaast zijn er verschillende exemplaren geëxporteerd. Anno 2012 zijn de meeste bussen in Duitsland buiten dienst, echter komen er nog enkele exemplaren voor bij private ondernemingen binnen en buiten Duitsland.